# Case 39
Case 39 (Caso 39 en Hispanoamérica, Expediente 39 en España) es un thriller estadounidense, estrenado el 31 de agosto de 2009 en los Estados Unidos y el 4 de diciembre del 2009 en México, dirigida por Christian Alvart y protagonizada por Renée Zellweger.

## Argumento
Emily Jenkins (Renée Zellweger) es una trabajadora social de menores. Ella trabaja con casos extremos e intenta unir a las familias afectadas, hasta que un día su jefe le asigna el caso número 39: una menor de diez años llamada Lilith Sullivan (Jodelle Ferland) quien muestra comportamientos antisociales y poco comunes para una niña de su edad. Emily, en su visita, observa que la madre ignora a su hija y el padre es hostil y poco cooperador. De alguna manera, la naturaleza extraña, asustadiza y silenciosa de Lilith levanta las sospechas en Emily de un aparente patrón de maltrato. Las sospechas se incrementan cuando la familia Sullivan se presenta en las oficinas sociales como padres ejemplares. Sin embargo, poco conforme, Emily entrevista a la niña, quien alega que sus padres pretenden asesinarla. Emily busca ayuda con su amigo, el detective Barron y con el apoyo en su jefe, quienes no pueden hacer nada. Emily le deja su número personal a Lilith en caso de necesitar ayuda. Una noche, inesperadamente, Lilith llama a Emily y le hace saber que una vez se duerma, sus padres la asesinarán, Emily, en su desesperación, llama a Barron, quien acude en su ayuda. Ambos se encuentran en una escena escandalosa y macabra; los padres de Lilith pretenden quemarla viva dentro de un horno, pero logran salvarla. Inmediatamente, los padres son recluidos en un psiquiátrico. Mientras, Lilith es llevada a urgencias y es atendida por Doug, un psicólogo infantil, quien también es pretendiente de Emily.
Pronto, Emily se encariña con Lilith y le conceden mantener la niña bajo su custodia hasta conseguirle una familia adoptiva. Sin embargo, alrededor de la vida de Emily, comienzan a ocurrir misteriosas muertes, entre ellos, uno de sus casos; el de un niño llamado Diego, que repentinamente mata a sus padres. A lo que asume el detective Barron, que se da cuenta de que hay llamadas provenientes de la casa de Emily. Por otra parte, Lilith es una niña lista, con una capacidad desarrollada y muy intuitiva, lo que asusta a Emily. Una noche mientras Doug evalúa a Lilith, se da cuenta de la extraordinaria capacidad que tiene la niña, y a su vez, la maldad que esconde al amenazarlo sutilmente. Doug le deja saber a Emily que no iba a continuar con el caso, Emily, decepcionada, comienza a tratar a la niña con frialdad. Doug muere tras ser trastornado a nivel psicológico por su fobia a las avispas. Emily no halla explicación a la repentina muerte y comienza a caer en una depresión, así que empieza a dudar de la dulzura e inocencia de Lilith.
Al día siguiente, ve los vídeos que tenía Doug en su oficina y se percata de que son las evaluaciones hechas a los padres; Margaret y Edward Sullivan. Emily se da cuenta de que ellos son la solución. Sin embargo, Margaret es acechada por pensamientos que la llevan a la locura, al contrario de Edward, que se mantiene cuerdo. Edward le cuenta a Emily que su bondad atrajo a Lilith y que los seres humanos tenemos almas reencarnadas, pero que Lilith es un demonio antiguo que poseyó a su bebé poco antes de nacer, que asesina a sus víctimas psicológicamente y que la única manera de matarla es asesinándola mientras duerme. Emily, asustada, recurre a Barron y este le muestra las psicofonías telefónicas, dándose cuenta de que las llamadas vienen del móvil de Emily y que una voz de hombre, mujer e infantil provienen de Lilith. Barron muere como consecuencia de su fobia a los perros pegándose a sí mismo un tiro. Emily intenta matar a la niña incendiando su propia casa, pero Lilith consigue escapar.
Mientras se van juntas en el coche, Emily es víctima de Lilith, que la acecha con el recuerdo de un trágico accidente de su niñez en el que murió su madre. Sin embargo, Emily consigue superarlo y precipita el coche, con ambas dentro, en el mar. Mientras el coche se hunde, ambas forcejean. Finalmente, Emily logra zafarse de Lilith y escapar a la superficie, quedando Lilith atrapada en el coche.

### Final alternativo
En características especiales, hay un final alternativo disponible en DVD. Emily acelera hacia el puerto y conduce el coche hacia el muelle en la bahía, como en el final exhibido en los cines. El coche se hunde hasta el fondo y se llena de agua. De repente, un hombre nada hasta el coche, abre la puerta de Lillith y la lleva a la superficie, dejando a Emily atrás. Emily intenta sin éxito abrir la puerta y empieza a perder el conocimiento. El hombre vuelve a aparecer y también la libera. Mientras la ambulancia se lleva a Emily, un noticiario detalla el evento. Margaret Sullivan (madre de Lillith) aparece viendo las noticias. En las escenas finales, Emily es vista esposada, suplicando frenéticamente a su abogado que le diga dónde esta Lillith. Lillith llega a la casa de su nueva familia y se vuelve haciendo un sádico guiño a la cámara.

## Reparto
- Renée Zellweger como Emily Jenkins.
- Jodelle Ferland como Lillith "Lily" Sullivan.
- Ian McShane como el  Mike Barron.
- Bradley Cooper como Douglas J. Ames
- Callum Keith Rennie como Edward Sullivan.
- Kerry O'Malley como Margaret Sullivan.
- Adrian Lester como Wayne.
- Georgia Craig como Denise.
- Cynthia Stevenson como Nancy.
- Alejandro Conti  como Diego.

## Producción
El 31 de octubre de 2006, se inició un incendio en el set de la película en Vancouver. Ninguno de los actores estaban en el set en el momento y nadie resultó herido de gravedad, aunque el conjunto y el estudio fueron destruidos. 
La película tenía muchas fechas de lanzamiento previstas desde que comenzó la producción en 2006. Su lanzamiento inicial prevista EE. UU. fue de 8 de febrero de 2008, que fue cambiado al 22 de febrero de 2008.  Luego se trasladó al 22 de agosto de 2008, y después se trasladó de nuevo al 10 de abril de 2009. Entonces fue empujado de nuevo al 1 de enero de 2010 y aún más cuando la fecha oficial de lanzamiento en EE. UU. fue confirmado para el 1 de octubre de 2010.